# Rio Jalan
Jalan é um rio que atravessa o território de Honduras, na América Central.